# Battle Cry
Battle Cry to debiutanckie wydawnictwo amerykańskiego zespołu Omen. Muzyka na nim zawarta to heavy/power metal, często także nazywana battle metalem lub true metalem ze względu na teksty odnoszące się głównie do wojowników, przelewu krwi czy bohaterstwa. Album został wydany w listopadzie 1984 roku przez Metal Blade Records.

## Lista utworów
1. „Death Rider” – 3:28
2. „The Axeman” – 4:27
3. „Last Rites” – 3:41
4. „Dragon’s Breath” – 3:01
5. „Be My Wench” – 4:03
6. „Battle Cry” – 3:44
7. „Die By the Blade” – 3:10
8. „Prince of Darkness” – 2:46
9. „Bring Out the Beast” – 4:10
10. „In the Arena” – 4:05

## Twórcy
- J.D. Kimball – śpiew
- Kenny Powell – gitara
- Jody Henry – gitara basowa
- Steve Wittig – perkusja

## Wydania
- LP - Metal Blade w Stanach Zjednoczonych (listopad 1984)
- LP - Roadrunner w Europie (1984)
- CD - Metal Blade Stanach Zjednoczonych (5 listopada 1996)
- picture LP - Metal Blade (2005), limitowana edycja (500 kopii) zawierająca 2 bonusy: "Battle Cry" (na żywo z San Antonio, 1986) i "Torture Me" (pierwotnie na "Metal Massacre vol. 5")